# Ekoindustripark
Ekoindustripark (engelska: Eco-industrial park, EIP) är etablerat inom akademin och kan definieras att ett industriområde som främjar branschöverskridande samarbete för att uppnå gemensamma ekonomiska, social och miljömässiga fördelar.  
EIPs inkluderar till exempel: resurseffektiv och renare produktion, industriell symbios, delad infrastruktur, förbättrad hantering av risker och delade resurser etc. Det finns exempel inom och utanför Sverige exempelvis Händelö Eco-Industrial Park i Norrköping, Kalundborg Symbiosis i Danmark, Sotenäs Symbioscentrum, Umeå Eco Industrial Park, Helsingborg Innovation District, High Coast Innovation Park i Örnsköldsvik, Mo Industripark i Mo i Rana m.fl.